# Clix
I Clix sono action figure alte pochi centimetri di personaggi fittizi, protagonisti di videogiochi, fumetti, film ed altro, posizionate su basi rotanti che girano a scatto.
Esistono varie versioni di Clix; finora, le serie prodotte sono gli ActionClix, gli HeroClix e gli HorrorClix.

## Descrizione
Le miniature presentano una base rotante contenente i valori e i poteri ad esse assegnati, ogni miniatura ha un insieme di caratteristiche che la rendono più o meno potente.
Gli attributi segnati sulla base sono:
- movimento
- attacco
- difesa
- danno

La somma di questi valori, unita ai punti fatti lanciando due dadi, danno il risultato di un attacco.

## Regole del gioco
Il gioco è piuttosto semplice: si inizia ponendo i Clix in posizione di partenza (ovvero, si deve mettere nelle basi la prima "cliccata" dopo la morte, i teschi, o il K.O, a seconda dalla serie). Vicino all'icona di un piede c'è il numero: è il massimo di passi in quel turno. Vicino all'icona di una mano (o di una spada) è indicato l'attacco del Clix. Infine vicino all'immagine di uno scudo c'è un numero che ne rappresenta la difesa.
Sempre sulla base, di fianco ad un fulmine o a una freccia è indicata la gittata, ovvero il numero di caselle massime per attaccare a distanza. Su un Clix è possibile trovare più di una freccia/fulmine; in tal caso, i due numeri corrispondenti indicano quante volte il personaggio può attaccare. Ad esempio, tre frecce permettono di attaccare tre volte ogni turno.
Se non si dispone di una gittata è necessario attaccare corpo a corpo. L'attaccante tira uno o due dadi e somma il numero che esce con l'attacco del suo Clix. Se il risultato è maggiore della difesa dell'attaccato, si fa una sottrazione tra l'attacco finale dell'attaccante e la difesa dell'attaccato. Il numero che esce è il numero di scatti che deve girare in senso antiorario il clix dell'attaccato. Quando, girando, si arriva al teschio, il clix "muore".
Nel caso in cui la difesa dell'attaccato sia maggiore dell'attacco dell'attaccante, l'attacco è definito nullo. In caso di parità, l'attaccato gira una volta la base rotante del clix.

## HorrorClix
La differenza sostanziale tra gli HorrorClix e le altre serie Clix consiste semplicemente nella presenza di carte abbinate ai propri Clix, che conferiscono agli stessi abilità speciali.
In questa serie i Clix sono tratti da mostri, psicopatici e altre figure ed icone dell'orrore.

## HeroClix
HeroClix è invece ispirato ai supereroi delle principali case di fumetti (DC Comics, Marvel e Indy).
In questa serie esistono alcune varietà di metodo di gioco, che si conclude con il raggiungimento di un obiettivo predefinito.

## ActionClix
Gli ActionClix sono ispirati all'universo della serie di videogiochi Halo. La prima serie comprendeva Clix tratti dalla prima trilogia di Halo (con sia varie versioni di Master Chief tratte da Halo 3, al pari di personaggi sempre legati al terzo capitolo, sia personaggi tratti dai primi due giochi, come i vari Profeti ed Elite). Inoltre erano presenti diversi Spartan di svariati colori, tratti palesemente dal multiplayer di Halo 3. La serie più recente è tratta dall'ultimo capitolo di Halo creato da Bungie, Halo: Reach. Le innovazioni rispetto alla serie precedente sono principalmente l'introduzione della Squadra Noble.